# Résolution 1026 du Conseil de sécurité des Nations unies
Membres permanents
- Chine
- États-Unis
- France
- Royaume-Uni
- Russie

Membres non permanents
- Allemagne
- Argentine
- Botswana
- Honduras
- Indonésie
- Italie
- Nigéria
- Oman
- République tchèque
- Rwanda

Résolution no 1025 Résolution no 1027
La résolution 1026 du Conseil de sécurité des Nations unies, adoptée à l'unanimité le 30 novembre 1995, après avoir rappelé les résolutions 982 (1995) et 998 (1995) sur la Force de protection des Nations unies (FORPRONU), a prolongé le mandat de ladite Force jusqu'au 31 janvier 1996. 
Le Conseil de sécurité s'est une nouvelle fois félicité de l'accord de Dayton entre la Bosnie-Herzégovine, la Croatie et la république fédérale de Yougoslavie (Serbie et Monténégro) et a souligné la nécessité pour toutes les parties de respecter cet accord. Le rôle de la FORPRONU a également été salué.
Agissant en vertu du Chapitre VII de la Charte des Nations unies, le Conseil a prolongé le mandat de la FORPRONU jusqu'au 31 janvier 1996 en attendant de nouvelles mesures concernant la mise en œuvre de l'accord de Dayton. Le secrétaire général Boutros Boutros-Ghali a été invité à tenir le Conseil informé et à soumettre des rapports sur la mise en œuvre de l'accord et sur la manière dont il affecterait le rôle des Nations unies.

## Voir également
- Guerre de Bosnie-Herzégovine
- Dislocation de la Yougoslavie
- Guerre de Croatie
- Guerres de Yougoslavie